# D'Ante Smith
D'Ante Smith (Augusta, 8 giugno 1998) è un giocatore di football americano statunitense che milita nel ruolo di offensive tackle per i Cincinnati Bengals della National Football League (NFL).

## Carriera

### Cincinnati Bengals
Smith al college giocò a football alla East Carolina University Fu scelto nel corso del quarto giro (139º assoluto) nel Draft NFL 2021 dai Cincinnati Bengals. Fu inserito in lista infortunati il 16 ottobre 2021 e tornò nel roster attivo il 18 dicembre. La sua stagione da rookie si chiuse con 2 presenze, di cui una come titolare.

## Palmarès
- American Football Conference Championship: 1

Cincinnati Bengals: 2021